# Ратнер Борис Якович
Борис Якович Ратнер (рос. Борис Яковлевич Ратнер; * 1909 — † 1974) — радянський шахіст. 5-разовий чемпіон Києва. Майстер спорту СРСР (1945). Суддя всесоюзної категорії.

## Життєпис
Жив у Києві. 5-разовий чемпіон міста: 1931, 1933, 1934, 1937 і 1951. Найкращі результати в чемпіонатах УРСР: 1944/45 — 3—6 місця, 1944 — 3—6 місця.
Учасник чемпіонату СРСР 1945 року — 16 місце серед 18 шахістів.
Співавтор книги «Вибрані партії шахістів України» (Київ, 1952, з Ісааком Липницьким), автор багатьох статей з різних шахових питань.

## Турнірні результати

### Чемпіонати України
Борис Ратнер взяв участь у 13 фінальних турнірах чемпіонатів України. Загалом здобув 90½ очок із 193 можливих (+38-50=105), не враховуючи 4 партії турніру 1945 року.
| Рік  | Місто           | Турнір                 | + | − | =  | Результат | Місце   |
| ---- | --------------- | ---------------------- | - | - | -- | --------- | ------- |
| 1928 | Одеса           | 5-й чемпіонат України  | 1 | 4 | 10 | 6 з 15    | 10 — 13 |
| 1931 | Харків          | 6-й чемпіонат України  | 4 | 3 | 4  | 6 з 11    | — 5     |
| 1936 | Київ            | 8-й чемпіонат України  | 2 | 3 | 12 | 8 з 17    | 10      |
| 1937 | Київ            | 9-й чемпіонат України  | 4 | 3 | 10 | 9 з 17    | 7 — 10  |
| 1939 | Дніпропетровськ | 11-й чемпіонат України | 2 | 5 | 8  | 6 з 15    | 11 — 12 |
| 1944 | Київ            | 13-й чемпіонат України | 6 | 3 | 3  | 7½ з 12   | — 6     |
| 1945 | Київ            | 14-й чемпіонат України | 1 | 2 | 1  | 1½ з 4    | вибув   |
| 1947 | Київ            | 16-й чемпіонат України | 3 | 5 | 8  | 7 з 16    | 11 — 14 |
| 1948 | Київ            | 17-й чемпіонат України | 4 | 7 | 7  | 7½ з 18   | 13 — 15 |
| 1949 | Одеса           | 18-й чемпіонат України | 7 | 2 | 10 | 12 з 19   | 4 — 5   |
| 1950 | Київ            | 19-й чемпіонат України | 1 | 6 | 10 | 6 з 17    | 15 — 16 |
| 1955 | Київ            | 24-й чемпіонат України | 3 | 5 | 9  | 7½ з 17   | 13 — 14 |
| 1956 | Київ            | 25-й чемпіонат України | 1 | 4 | 14 | 8 з 19    | 15 — 16 |